# Lokallisten (Rudersdal Kommune)
 For alternative betydninger, se Lokallisten. (Se også artikler, som begynder med Lokallisten)
Lokallisten Rudersdal er en borgerliste i Rudersdal Kommune, som blev stiftet i 1984 og har været repræsenteret i kommunalbestyrelsen (først i Birkerød Kommune, og efter 2007 i Rudersdal Kommune) siden 1985. Ved kommunalvalget i 2013 fik Lokallisten 5.555 ud af 31.373 (18,0 pct.) stemmer i Rudersdal, hvilket gav dem 4 ud af 23 pladser i kommunalbestyrelsen. Lokallisten var derfor det næststørste parti i kommunen.  Ved kommunalvalget 2017 mistede listen et mandat og fik 3 mandater. 

## Historie
Lokallisten blev formelt stiftet d. 6. oktober 1984, og har som konsekvens af listens størrelse op gennem 90'erne og 00'erne haft stor betydning for det politiske liv i henholdsvis Birkerød og Rudersdal kommune. Lokallisten var for perioden 1993 - 2005 samt 2013 og frem en del af den konstituerende kommunalbestyrelse, og besad posten som henholdsvis 2. viceborgmester (1993-1997) og viceborgmester (1997-2005).
Eftersom listen er tværpolitisk har gruppen ikke ét ideologisk tilhørssted. Dette har været omdiskuteret i lokalsamfundet, hvor en dominerende mening op gennem 90’erne var, at Lokallisten hørte til på den yderste venstre fløj. En opfattelse, som ifølge lokalhistoriker Niels Peter Stilling skyldes en perifer relation til Birkerød Miljøliste fra 70’erne, som var ideologisk inspireret af ungdomsoprøret og det direkte demokrati. Andre borgere, herunder forhenværende borgmester Bent Petersen (V), var dog enig i Lokallistens selvopfattelse som værende en tværpolitisk gruppe uden et venstreorienteret tilhørsforhold.  Selv beskriver listen deres vision med fokus på mangfoldighed, lokalt demokrati og uafhængighed af den landspolitiske agenda.
I 2005 skiftede Lokallisten navn til Lokallisten Rudersdal, efter at have forhørt sig om muligheder for samarbejde hos andre alternative tværpolitiske grupper i det daværende Søllerød kommune.
| Periode   | Mandater | Kandidater                                                                    |
| --------- | -------- | ----------------------------------------------------------------------------- |
| 1986-1989 | 2 af 17  | Axel Bredsdorff Henrik Hjortdal                                               |
| 1990-1993 | 2 af 17  | Axel Bredsdorff Ulla Andersen                                                 |
| 1994-1997 | 4 af 17  | Anne Christiansen Axel Bredsdorff Chr. Mørup Jensen Mogens Johansen           |
| 1998-2001 | 5 af 17  | Anne Christiansen Axel Bredsdorff Chr. Mørup Jensen Hanne Vang Maria Steno    |
| 2002-2005 | 5 af 17  | Anne Christiansen Axel Bredsdorff Dorte Svensson Erik Slot Jensen Maria Steno |
| 2006-2009 | 4 af 27  | Anne Christiansen Axel Bredsdorff Erik Slot Maria Steno                       |
| 2010-2013 | 4 af 23  | Anna Scharling Brun Axel Bredsdorff Benny Würtz Maria Steno                   |
| 2014-2017 | 4 af 23  | Anna Scharling Brun Axel Bredsdorff Maria Steno Mona Madsen                   |
| 2018-2021 | 3 af 23  | Trine Dybkjær Axel Bredsdorff Mona Madsen                                     |